# Herskerringen
Herskerringen, Isildurs bane, Den Ene Ring eller blot Ringen er en fiktiv genstand fra J.R.R. Tolkiens bøger Ringenes Herre og Hobbitten. Den er skabt af mørkets fyrste Sauron. 
Sammen med en elversmed skabte Sauron 19 magiske ringe og gav ni til menneskene, syv til dværgene og tre til elverne. I al hemmelighed smedede han selv en ring med større magt end de andre og lagde en del af sin livskraft i den. Den ring blev skabt i Dommedagsbjerget og kunne kun blive ødelagt der. Han prøvede derefter med ringens magt at styre bærerne af de andre ringe. Menneskene blev frivilligt hans tjenere Názgul. Men dværgene var stædige og ville ikke lade sig styre og elverne gemte deres ringe væk. Sauron brugte derefter den styrke han fik fra ringen til at prøve at overtage verden med magt. Men til sidst blev han besejret af Isildur. Isildur tog ringen og bar den. Men år senere, da Isildur blev overfaldet af orker, forrådte ringen ham og han blev dræbt. Ringen blev skjult på bunden af en flod. Hobbitten Sméagol fandt mange år senere ringen. Ringen forvandlede ham langsomt til væsnet Gollum. Mange år senere forrådte ringen også Gollum og den blev fundet af Bilbo Sækker. Ringen gik i arv til Bilbos nevø Frodo Sækker. Troldmanden Gandalf fandt ud af hvor ringen kom fra. Og det blev besluttet af et råd at ringen skulle ødelægges. Frodo påtog sig denne opgave og efter en lang rejse lykkedes det til sidst. Sauron døde med ringen og hele hans rige blev udslettet.

## Evner
Ringen kan gøre sin bærer usynlig, hvis den tages på. Ringen gør dog sine bærere afhængige af den, og de bliver langsomt til skygger af sig selv. Ringen lader til at have sin egen vilje og prøver ved enhver lejlighed at komme tilbage til sin herre. Samtidig drages Názgul og Saurons øje af den, og de kan se bæreren af ringen, selv om han har den på.

## Inskription
Herskerringen har en inskription der kun kommer til syne ved opvarmning. Gandalf viser denne til Frodo hjemme i Sækkedyb kort efter at Frodo har fået ringen efter Bilbo. Inskriptionen lyder:
```
  Én ring er over dem alle
  Én ring kan finde dem alle
  Én ring kan bringe dem alle
  og i mørket lænke dem alle
```

## Bærere af Herskerringen
Følgende syv personer når at være bærere af ringen i kortere eller længere perioder:
1. Sauron
2. Isildur
3. Déagol
4. Sméagol
5. Bilbo Sækker
6. Frodo Sækker
7. Samvis Gammegod